# Entfaltung der Stadt

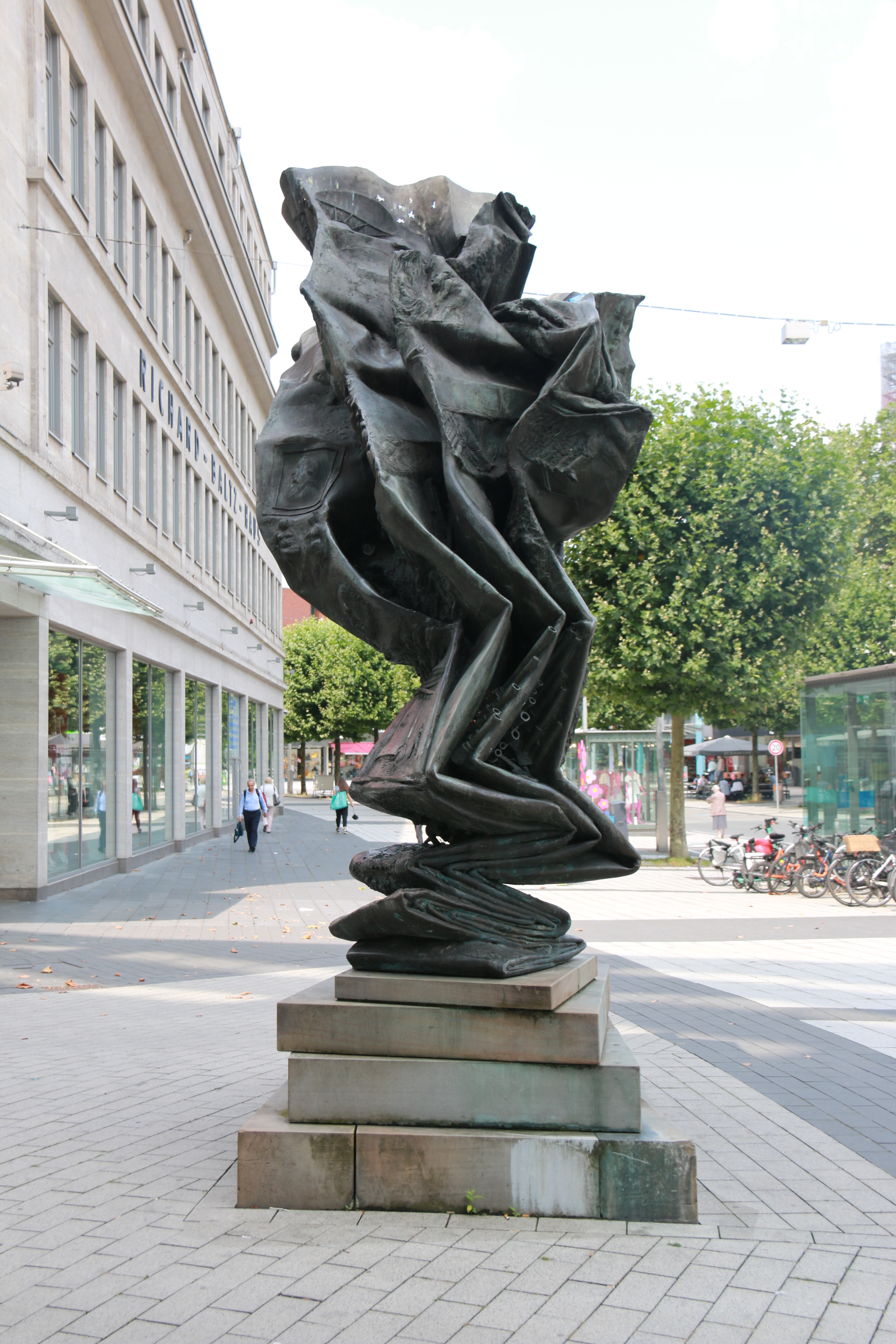
„Entfaltung der Stadt“ in Bochum (2024)

Entfaltung der Stadt ist der Titel einer Skulptur des deutschen Künstlers Karl-Henning Seemann. Sie zeigt im öffentlichen Raum die Entwicklung aus kleinen Anfängen und Entfaltung zur heutigen Stadt Bochum. Aus unteren (geologischen) Schichten kommt es mit dem Aufschwung der Montanindustrie zu einer Entwicklung der Stadt. Auf der Kehrseite stehen aber auch Zerstörung, Trümmer und Tod.

## Werkbeschreibung
Zur Erstellung des Kunstwerkes brauchte Seemann drei Jahre, von 1996 bis 1999. Die Skulptur wurde aus Bronze in der Kunstgießerei Strassacker in Süßen gefertigt. Die Falten, die aus gebogenen Wachsplatten entstanden sind, wurden im Originalausschmelzverfahren gegossen. Sie steht auf einem Sandsteinsockel und ist 415 cm hoch.
Es ist ein Auftragswerk der Stiftung der Sparkasse Bochum zur Förderung von Kultur und Wissenschaft. Sie wurde zur Fertigstellung des Umbaus der Sparkasse / Sparkassengalerie und der Schützenbahn am 8. Oktober 1999 von Oberbürgermeister Ernst-Otto-Stüber in Beisein des Künstlers enthüllt.
Eine Tafel an der Seite gibt die Basis-Informationen zu dem Kunstwerk: Stadtplastik Bochum / „Entfaltung der Stadt“ / Bergbau, Schwerindustrie / Sport u. Kultur / Kehrseite: Krieg u. Zerstörung / Karl Hennig Seemann / 1996 – 1999 / Guss: Strassacker / Süssen.

## Darstellungen

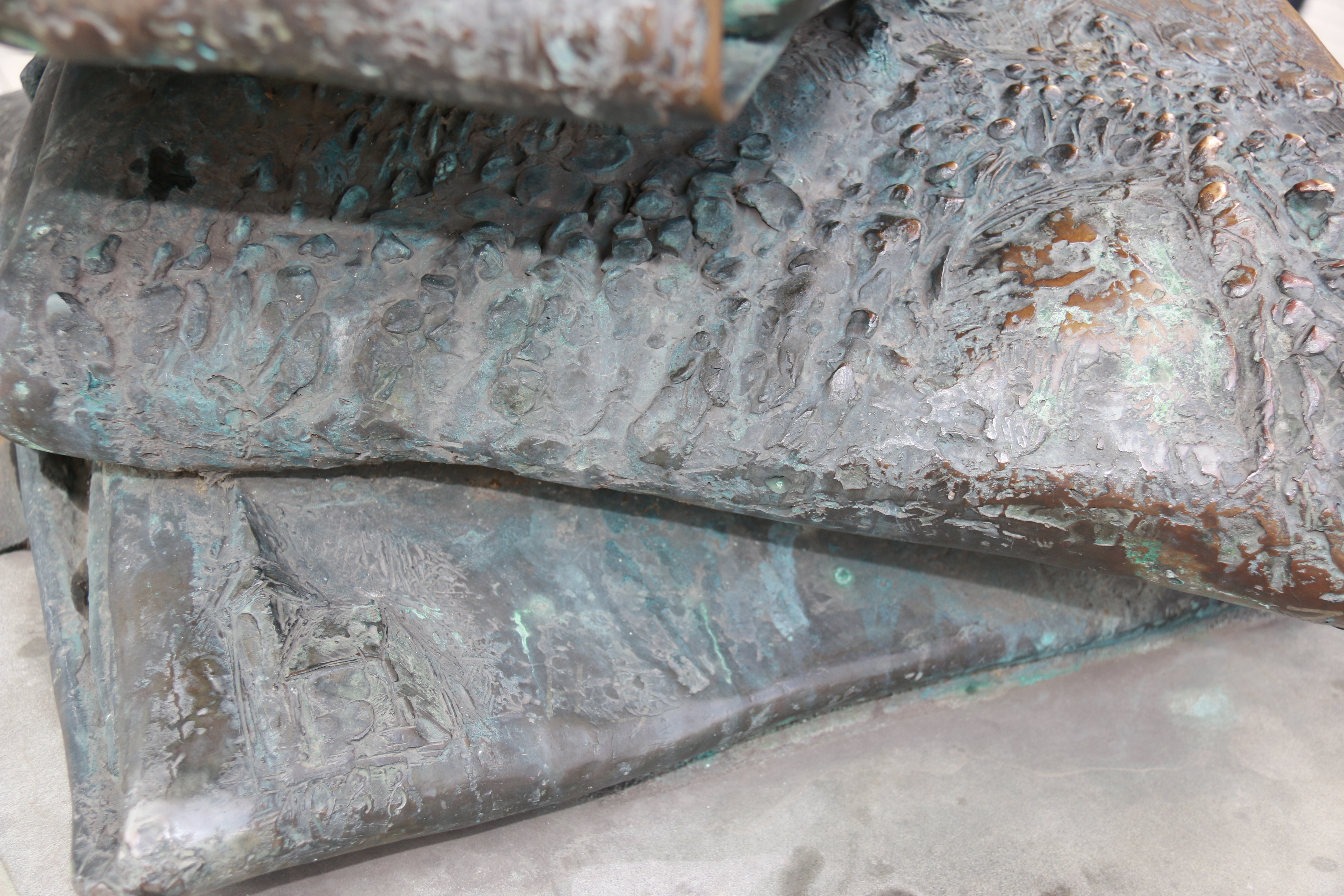
Falten mit Pilger und der Stiepeler Dorfkirche

In ihrer gefalteten Darstellung blättert die Skulptur die Bochumer Stadtgeschichte auf. Auf der Fläche, die an schweres Tuch erinnert, wird diese in Reliefs dargestellt. Dabei sind die Falten ebenso wichtig wie die Reliefs.
Die geschichtlichen ersten Ereignisse chronologisch gesehen ist der Wallfahrtsort Stiepel. Im ersten gestalteten Quadrat auf der rechten Seite nimmt Seemann mit der Modellierung von Wallfahrern sowie der Abbildung des Kirchenbaus der Stiepeler Dorfkirche. Der Reiter darüber soll an den fliehenden Erzbischof Engelbert I. und seine Ermordung am 7. November 1225 durch Friedrich von Isenberg erinnern.

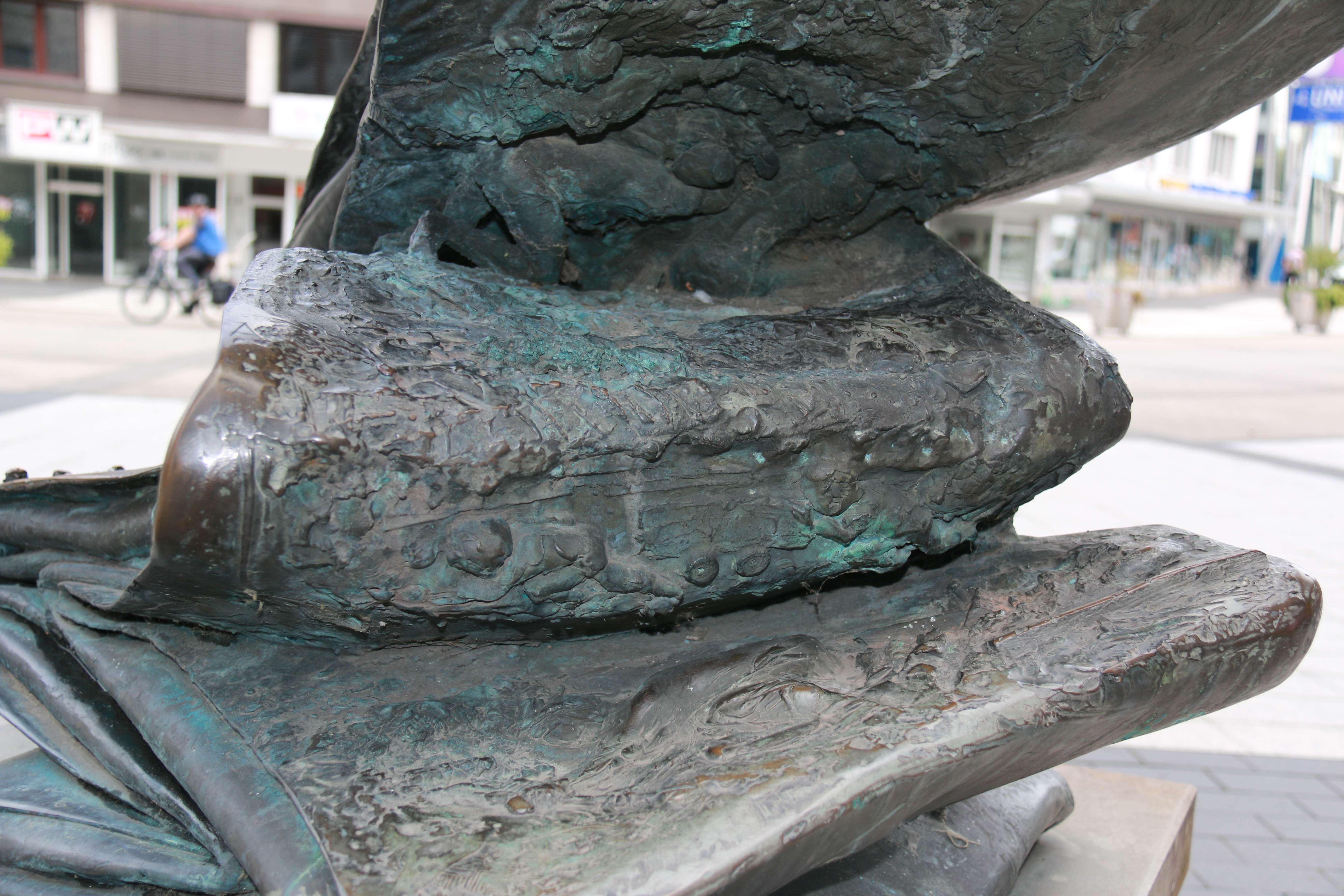
Ursprung der Entfaltung, der Kohlenbergbau

Auf der linken Seite soll an die geologische Schichtung der im Karbon gebildete Steinkohle erinnern und deren Abbau gezeigt werden. In den Falten und auf dem Faltenwurf sind Bergmänner dargestellt. Zwei bauen in einem Stollen die Steinkohle ab. Zwei andere sind darunter, mit einem Förderwagen dargestellt. Je weiter es in die Tiefe geht, desto mehr verschmelzen die Bergleute mit dem Material. Und im Sinne der Entfaltung, je weiter es nach oben geht, desto körperhafter erscheinen sie. In einer Faltung darüber werden Männern dargestellt, die in einer Reihe entlanggehen, einfahrende Bergleute beim Schichtwechsel.
Durch den Bergbau und seiner Entwicklung kam es auch erst zur Stadtgründung, bzw. zur Entwicklung der Stadt. Es war die nötige Voraussetzung, um die Stahlindustrie anzusiedeln. Jacob Mayer erfand den Stahlformguss und siedelte sich mit seiner Firma Mayer und Kühne in Bochum an. Aus der anfänglich kleinen Gießerei entwickelte sich unter dem Management von Louis Baare die stadtbestimmende Firma Bochumer Verein. Dieser war unter anderem für seine Glocken aus Gussstahl bekannt, welche in einer Reihe auf der Entfaltung abgebildet sind. Mayer, mit runden, fast faltenlosen Gesicht und Baare, als alternde, bärtige Mann sind in einem Doppelporträt dargestellt. Rechts von den Glocken sind auch aus Gussstahl gezogene Kanonenrohre abgebildet, ein Produktzweig des Bochumer Vereins.
Die zwei früher berühmtesten Bochumer sind ebenfalls als Porträts, aber jeweils einzeln aufgeführt. Heinrich Johann Friedrich Ostermann, aus Bochum stammend, hatte in Russland mit seiner Karriere als Diplomat und Politiker unter der Zarin Katharina I. den Posten des Vizekanzlers erreicht. Er blickt als Flachrelief auf die ebenfalls dargestellte Zarin. Weiterhin ist der Arzt Carl Arnold Kortum in einer Seitenansicht zu sehen, ähnlich wie sein bekanntes Selbstporträt. Durch seinem Beruf als (Berg-)Arzt war er eine bedeutende Persönlichkeit in dem vorindustriellen Bochum. Bekannter war er durch seinen parodistischen Roman Jobsiade. Die beiden Figuren unter seinem Porträt soll eine volkstümliche Szene aus seinem Werk darstellen. Er ist auch der Verfasser der ersten Chronik über die Geschichte der Stadt.
Zur Geschichte der Stadt und deren immer noch betriebenen Brauchtum sind auch die Maischützen mit dem Baumeinholen aus dem Bockholt in Harpen sowie die Gänsereiter aus Wattenscheid dargestellt.

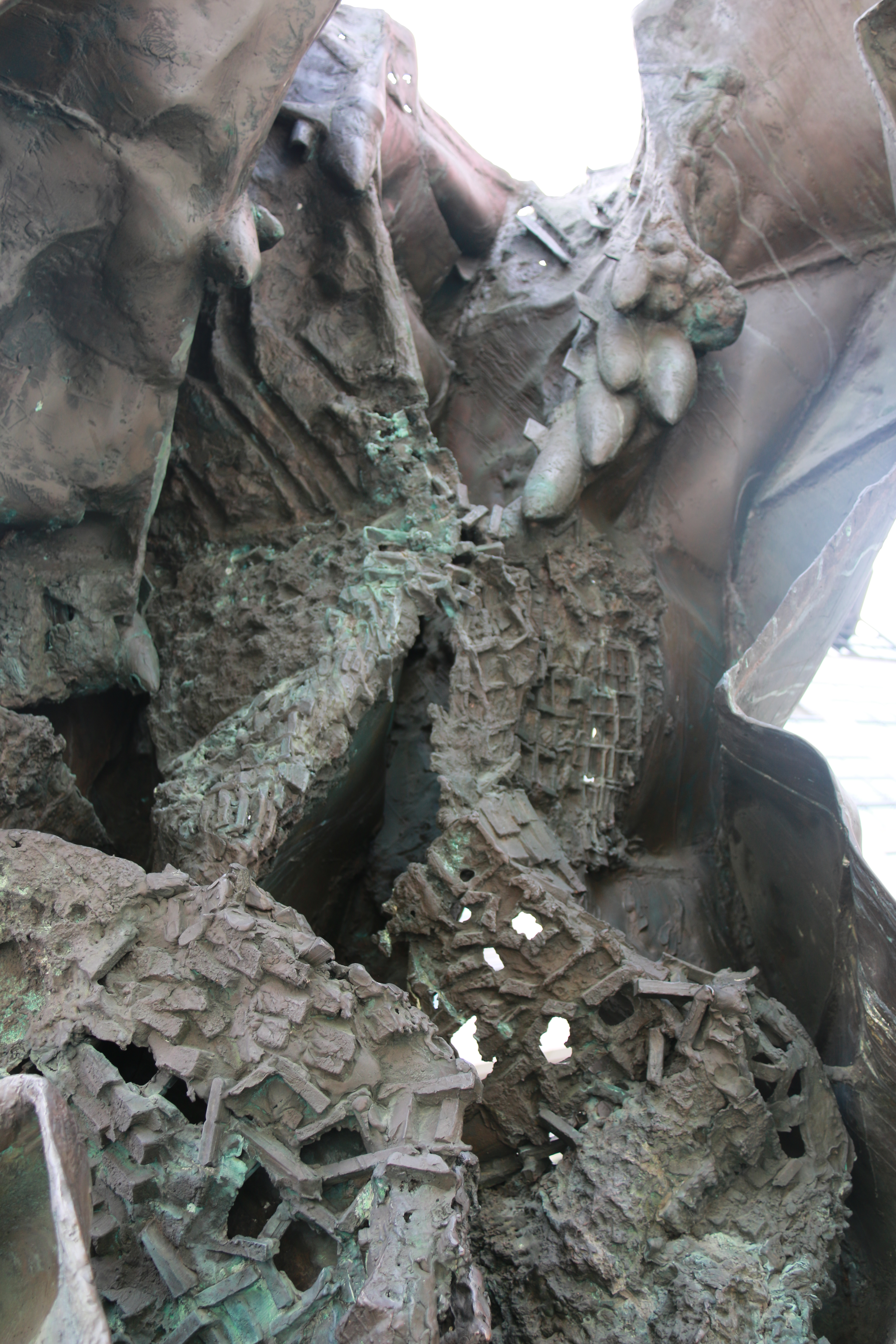
Die Kehrseite: Zerstörung der Stadt Bochum

Mit einer dreifach wiederholten und aggressiv heraustretenden Soldatenstiefelreihe ruft der Bildhauer die unrühmliche, politisch gleichgeschaltete Zeit ins Gedächtnis, welche laut Seemann eine einschneidende Querteilung der Plastik ergibt. So gibt es auch als Kehrseite der Entfaltung Darstellungen der negativen Seiten. Neben dem Brand der Synagoge wird die katastrophalen Zerstörungen des Zweiten Weltkrieges dargestellt, durch Bomben und Trümmer. An der Spitze sieht man einen angstvollen Blick in die Sterne, als Symbol für die möglichen Angriffe der neueren Zeit aus der Luft oder dem All.
Positivere Darstellungen sind ein weiteres Doppelporträt aus dem Theaterwesen. Es zeigt zwei der Intendanten des Bochumer Schauspielhauses. Neben dem Gründungsintendanten Saladin Schmitt ist der zum Zeitpunkt der Erstellung des Denkmales in Bochum tätige Leander Haussmann und sein Schauspielhaus-Logo, das Herz, abgebildet. An die Tradition als Haus für Shakespeare Inszenierungen anknüpfend ist William Shakespeare selbst, sowie Figuren aus König Lear, Hamlet, und Ein Sommernachtstraum zu sehen.
Neben den Intendanten ist eine Turnübung zu sehen. Dieses ist neben den Gänsereitern eine Reminiszenz an die 1975 eingegliederte ehemalige Stadt Wattenscheid und ihrem erfolgreichen Olympiastützpunkt für Leichtathletik. Auf der anderen Seite ist eine weitere sportliche Darstellung. Es sind Fußballspieler zu erkennen, deren an die Spitze der Plastik geschossenen Ball den Höhepunkt bildet.

Dieses soll nicht nur eine Anlehnung an den VfL Bochum sein, das Fußballspiel findet im Schatten der Fördertürme statt. Neben zwei schemenhaften Gerüsten ist der Doppelbock-Förderturm des Deutschen Bergbau-Museums eindeutig zu erkennen. Es ist eines der letzten sichtbaren Reste der Entfaltung aus der Zeit des Steinkohleabbaus. Dem gegenüber steht die moderne Forschungsstadt Bochum. Das Siegel der Ruhr-Universität Bochum ist an der Spitze zu erkennen, mit dem Brüderpaar Epimetheus und Prometheus.
„Der Fackelträger Prometheus hat mit seiner Flamme ein Bildungs(feuer)werk entfacht, das zu Beginn der Vorlesungszeit im Wintersemester 1965/66 ganze 1000 Studenten an die Ruhr-Universität lockte; (...)“

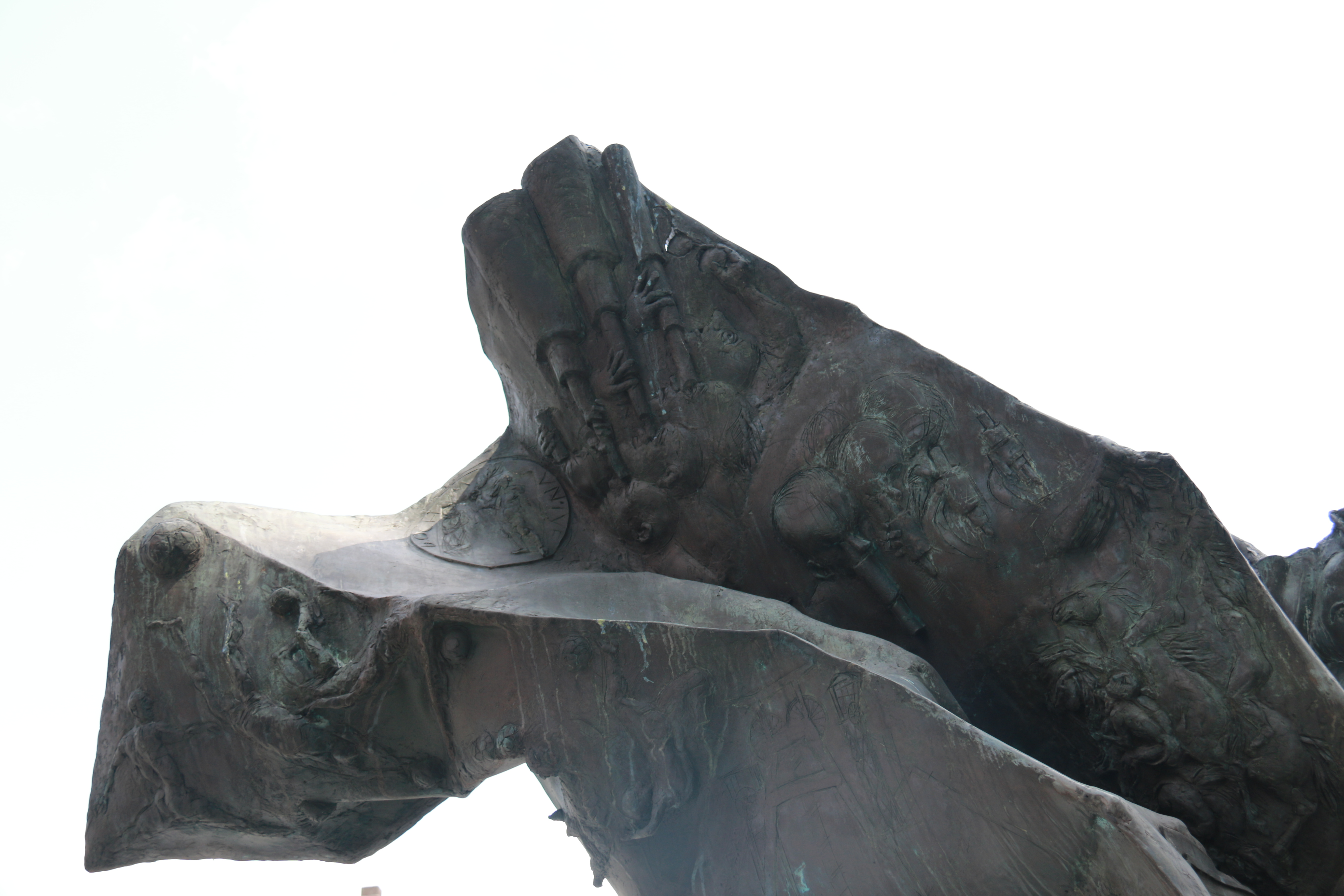
Der Blick ins Kleine und der Blick in die Unendlichkeit

Als Bezug auf die Forschung der Universität und gleichsam als Blick in den Mikrokosmos sind nebeneinander gereihte Wissenschaftler an Mikroskopen zu sehen. Im selben Zeitrahmen wie die Gründung der Universität galt Bochum als „Weltraumstadt“. Mit der Sternwarte in Sundern erwarb sich Bochum einen Ruf über die Grenzen Deutschlands hinaus, was auch zur Gründung des Planetariums führte. Dem Blick nach unten ins Innere, Begrenzte der einen Reihe von Personen wird eine zweite Reihe mit Teleskopen entgegengesetzt, welche nach oben in die Weite und Unendlichkeit schauen.

## Galerie der Details

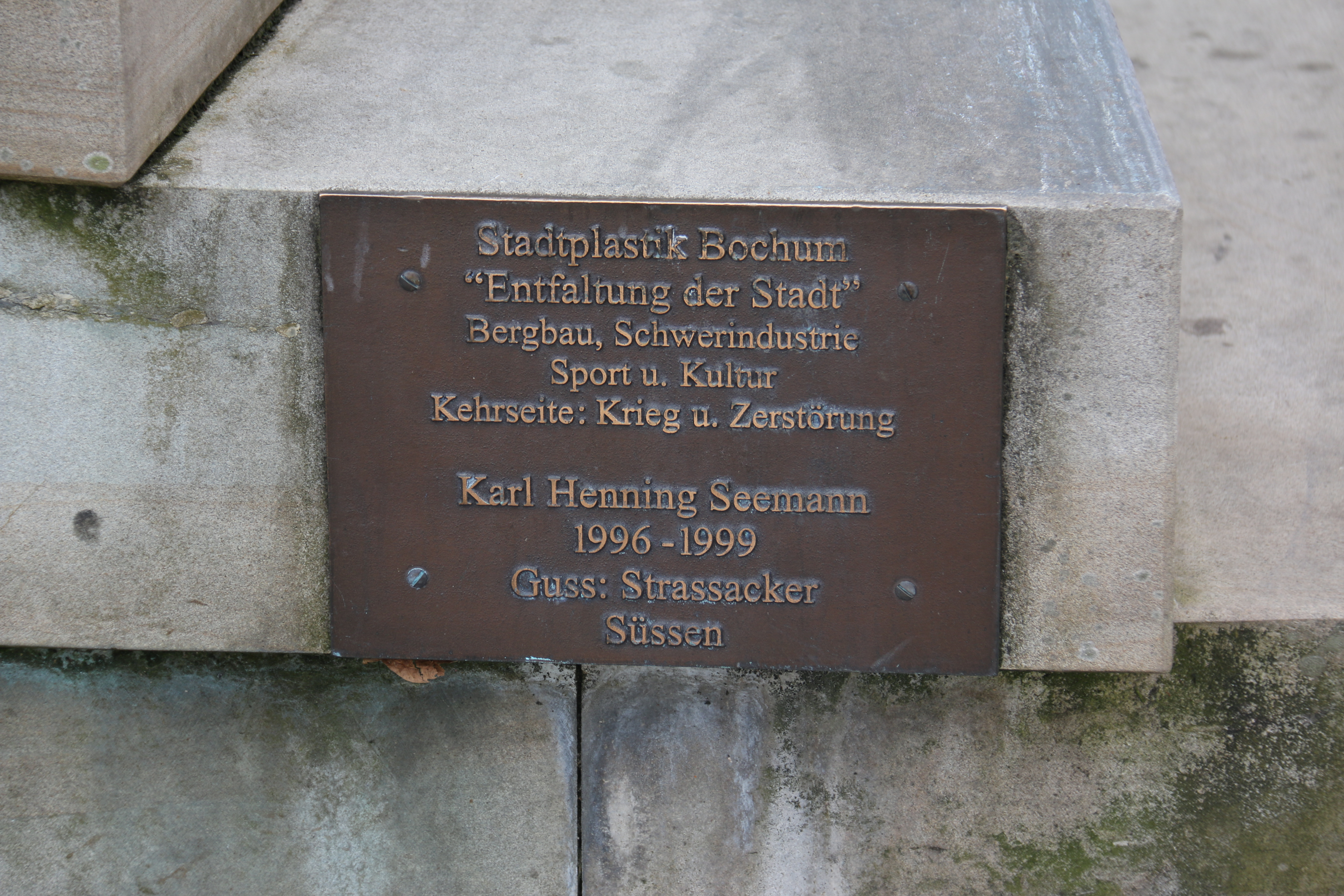
Tafel mit Erklärung der Skulptur
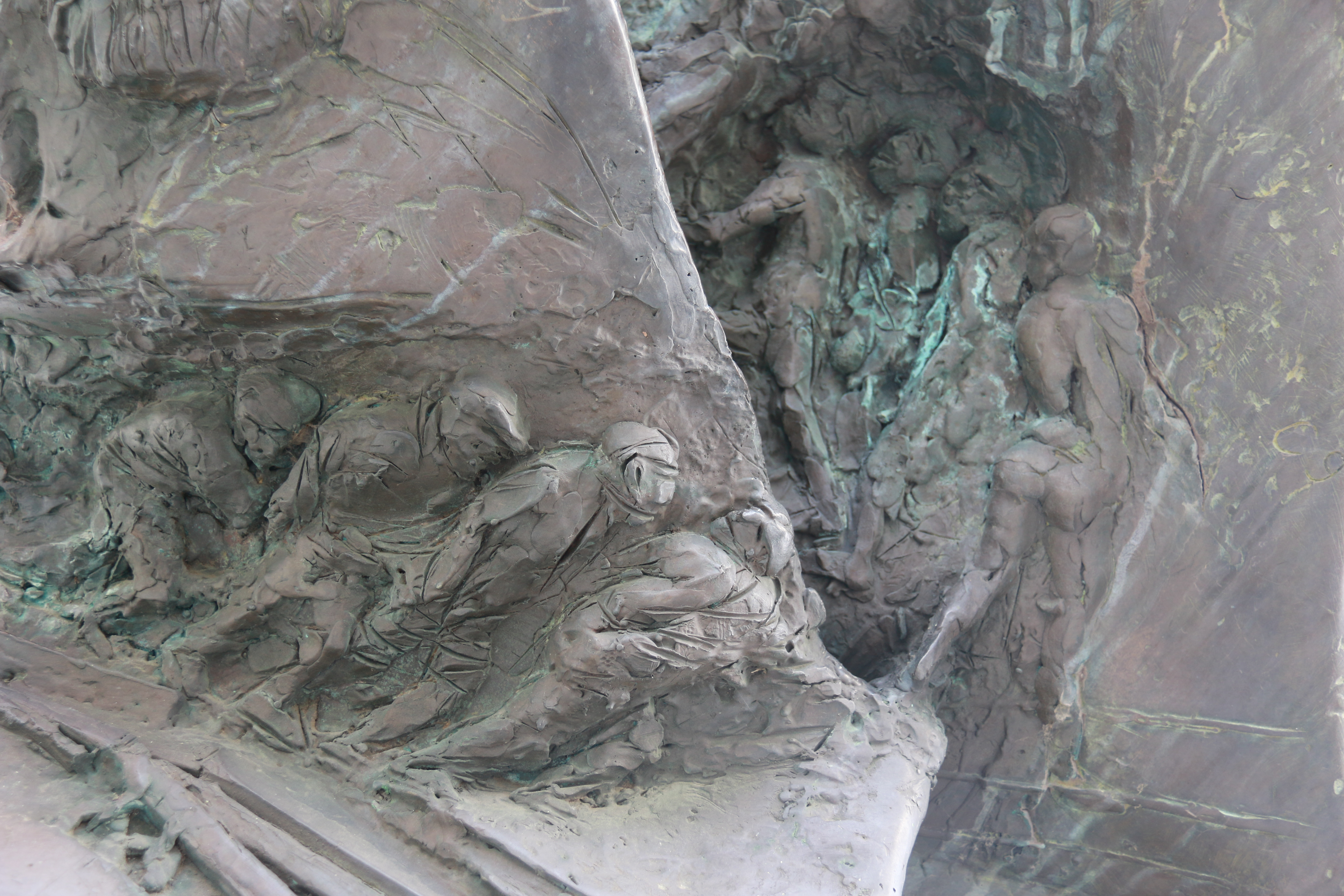
Bergleute beim Schichtwechsel
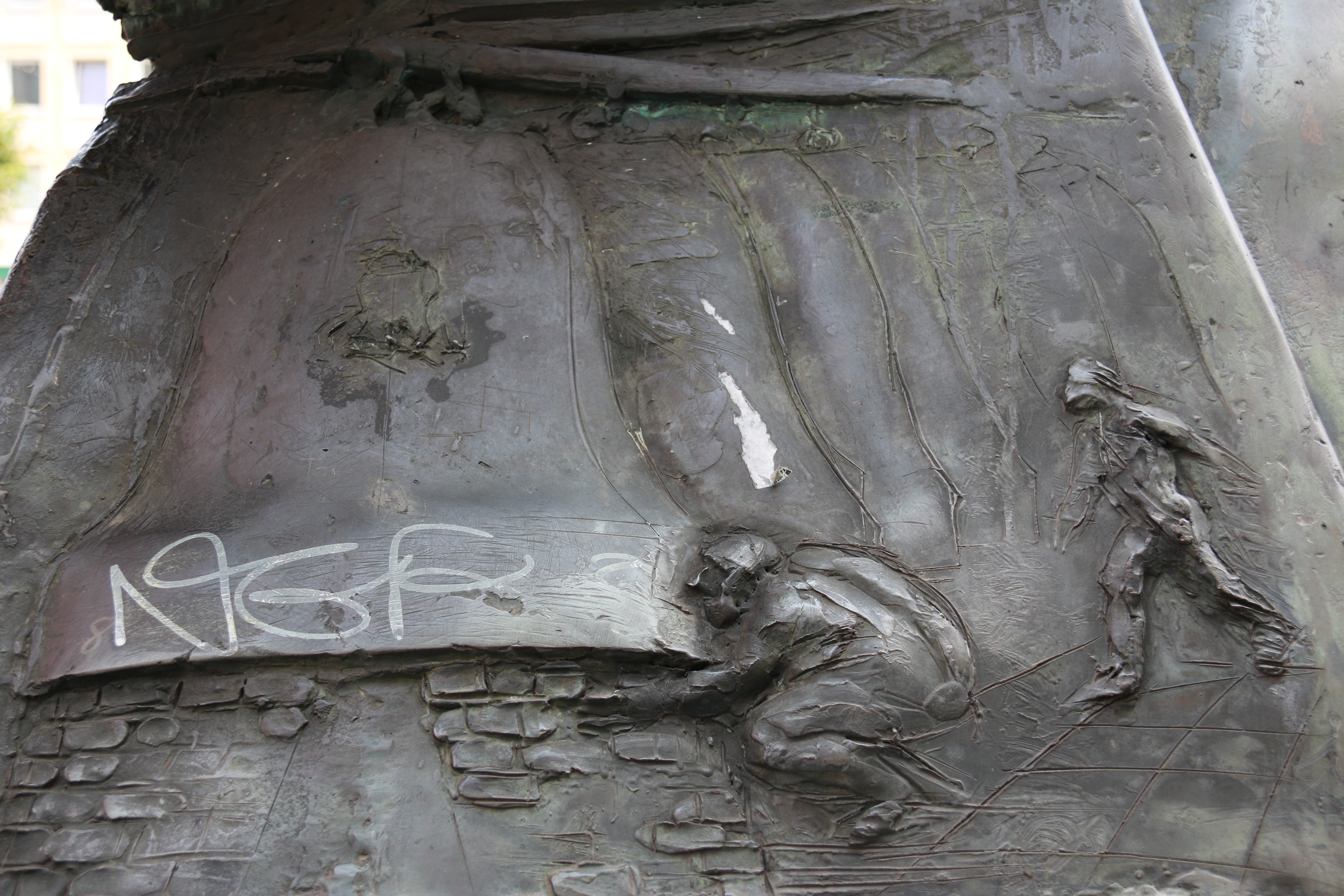
Der Glockenguss des Bochumer Vereins
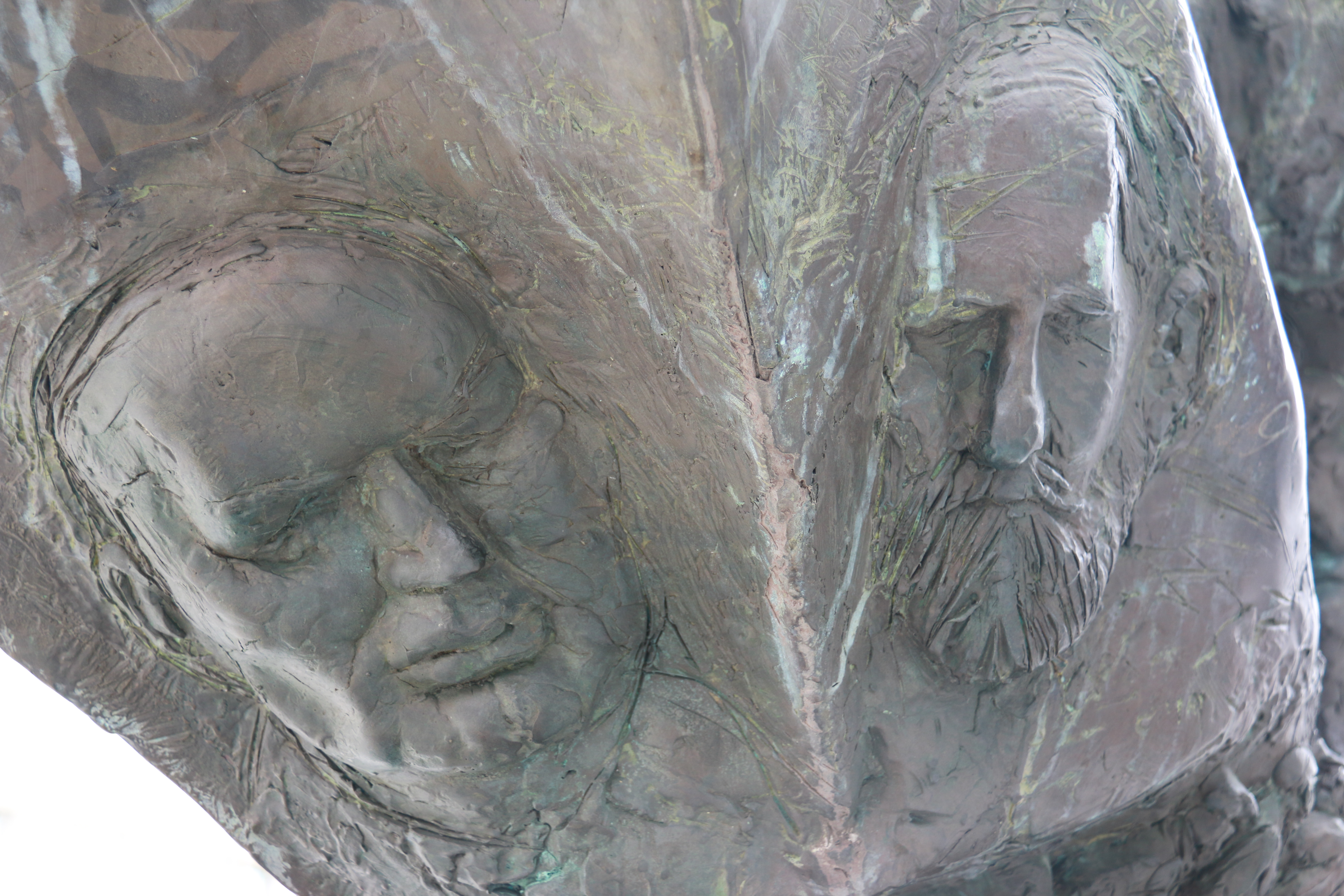
Jacob Mayer und Louis Baare
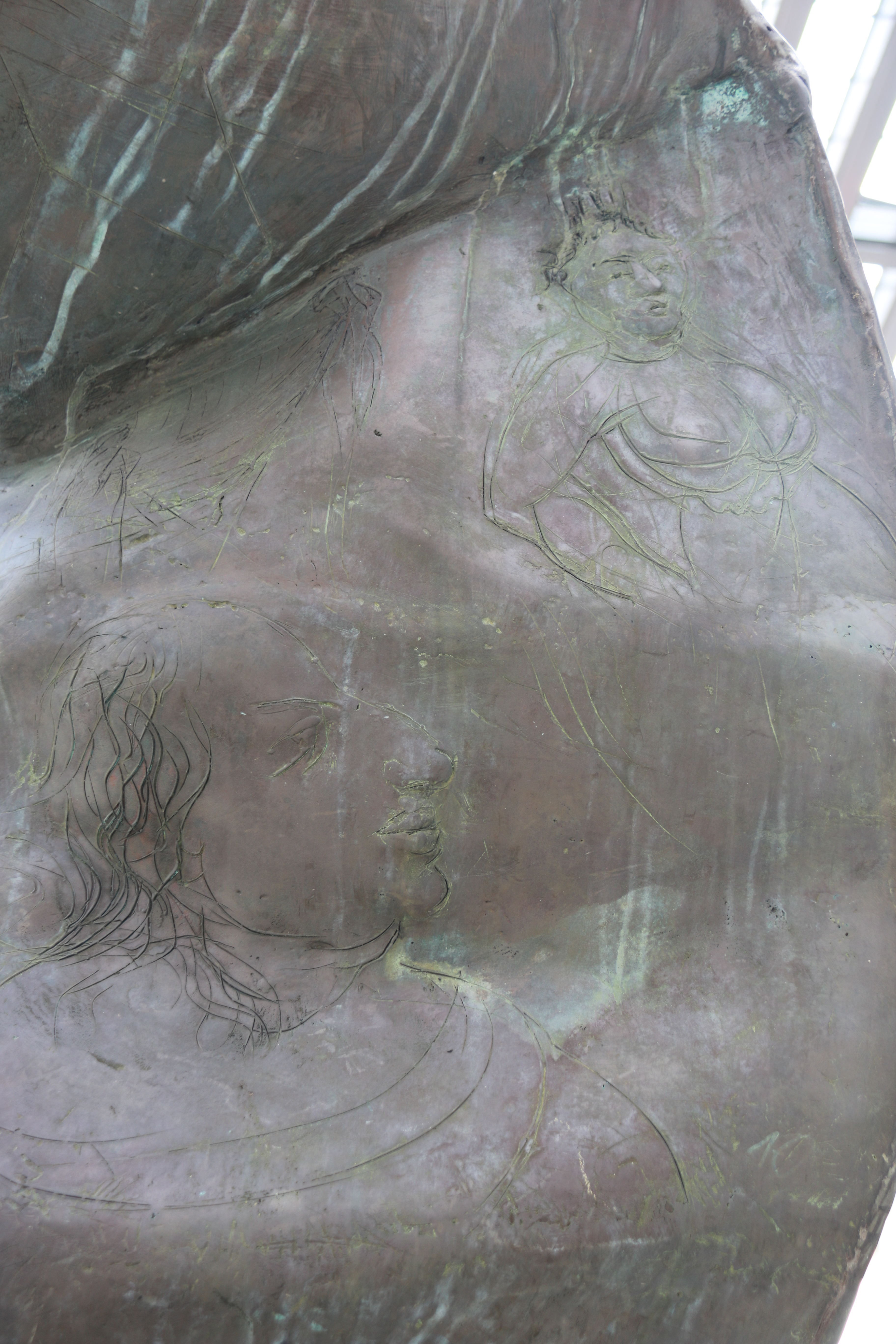
Graf Ostermann und die Zarin
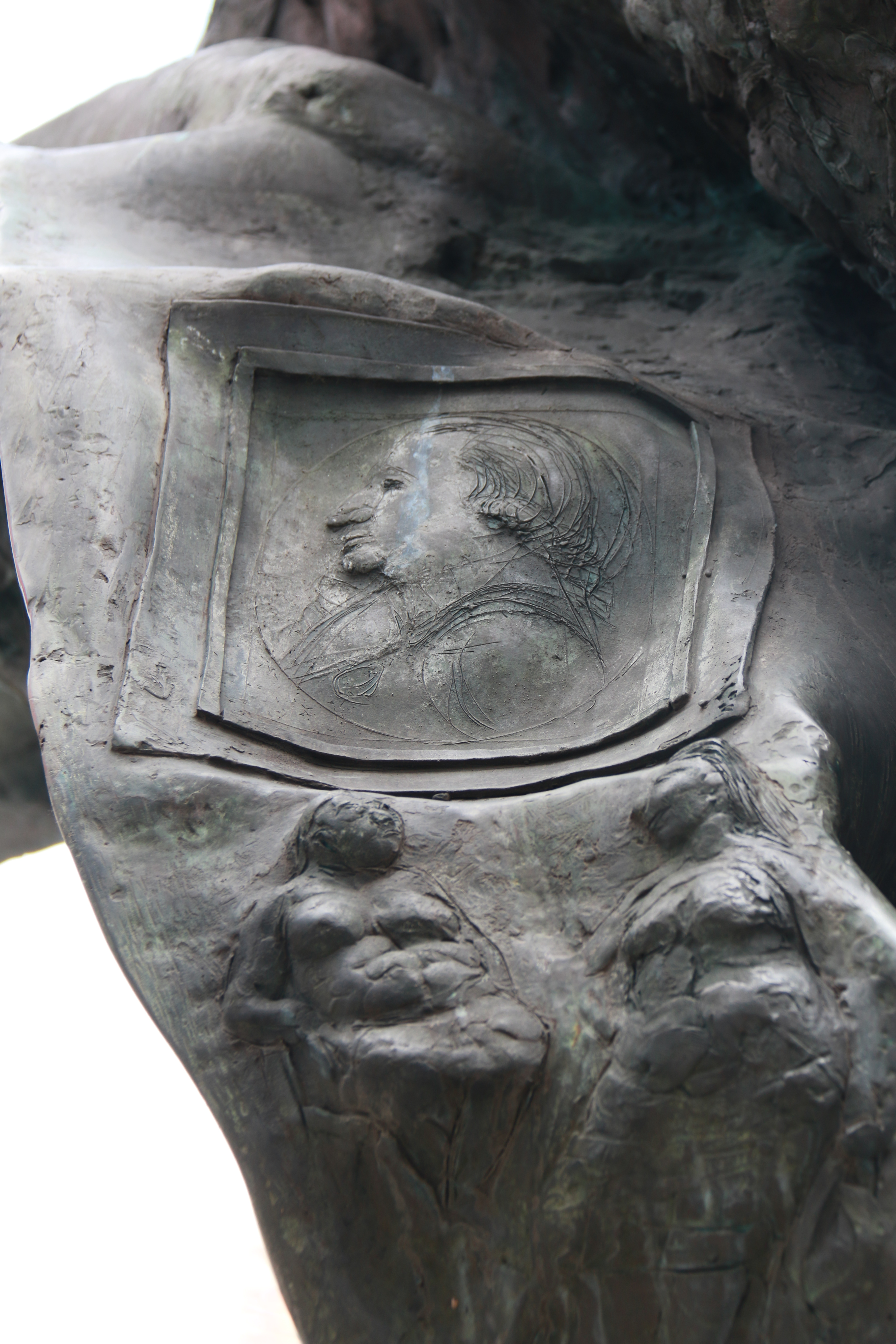
Der Chronist Kortum auf der Entfaltung der Stadt
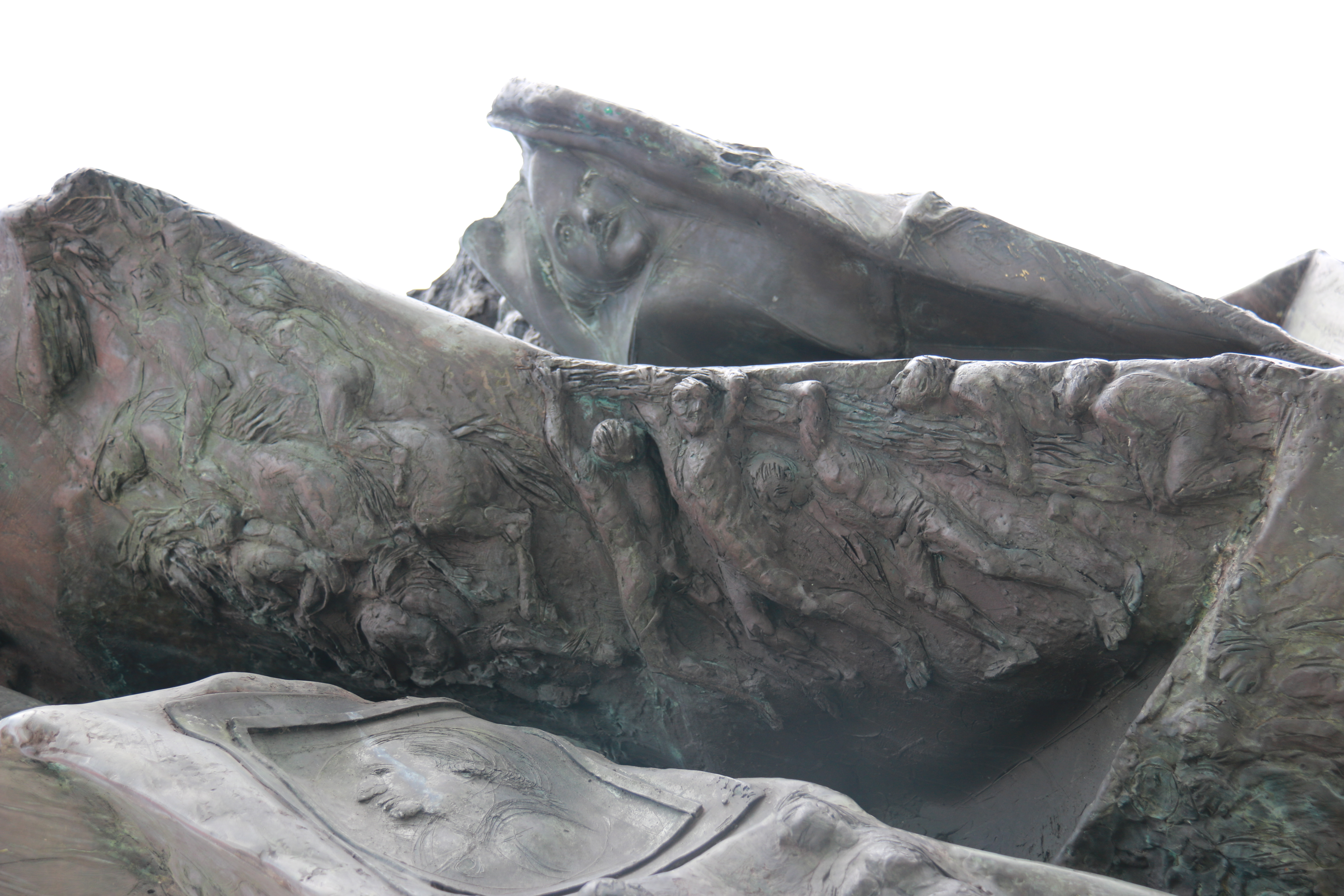
Bochumer Traditionen, Gänsereiten und Maiabendfest
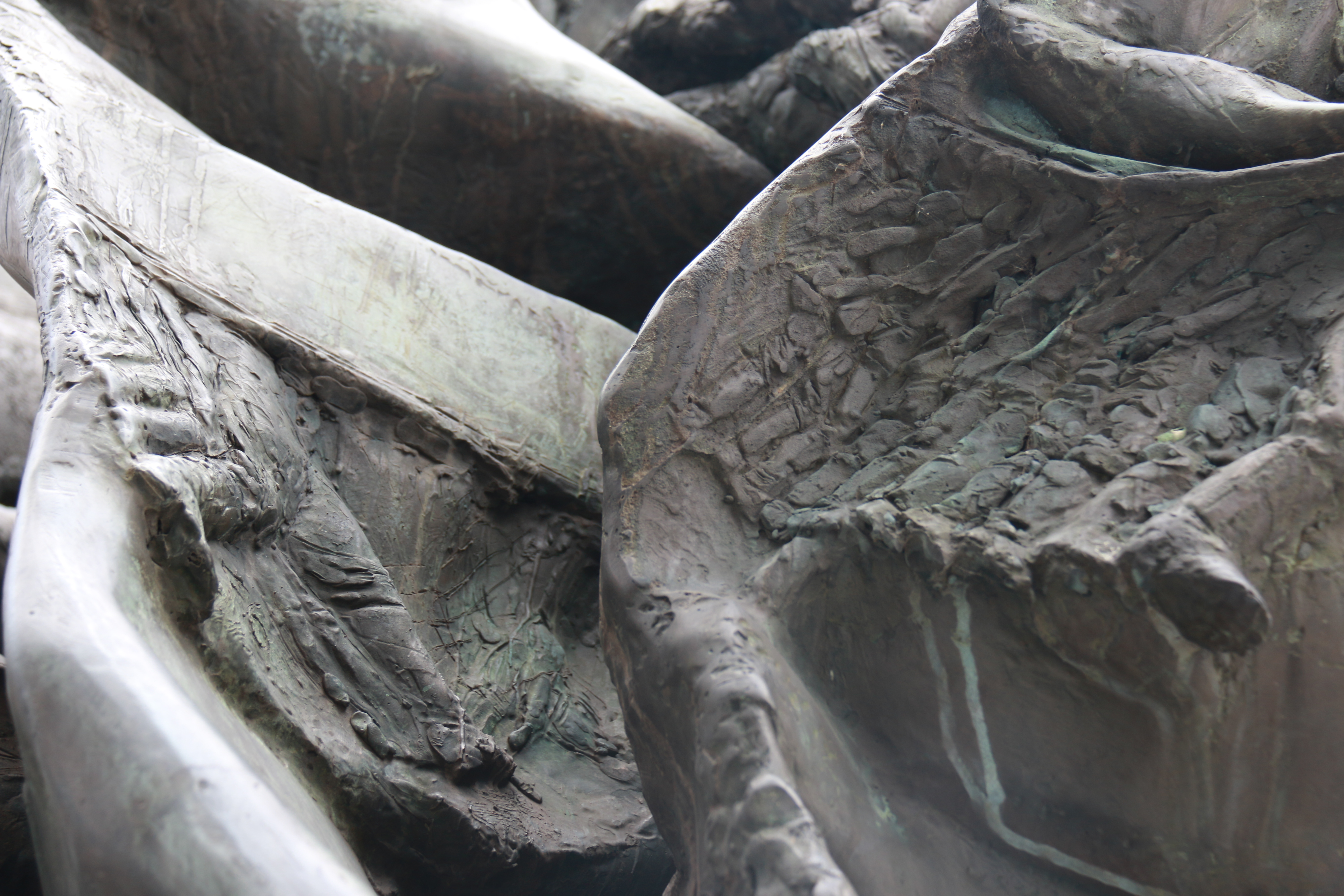
Menschen im Gleichschritt
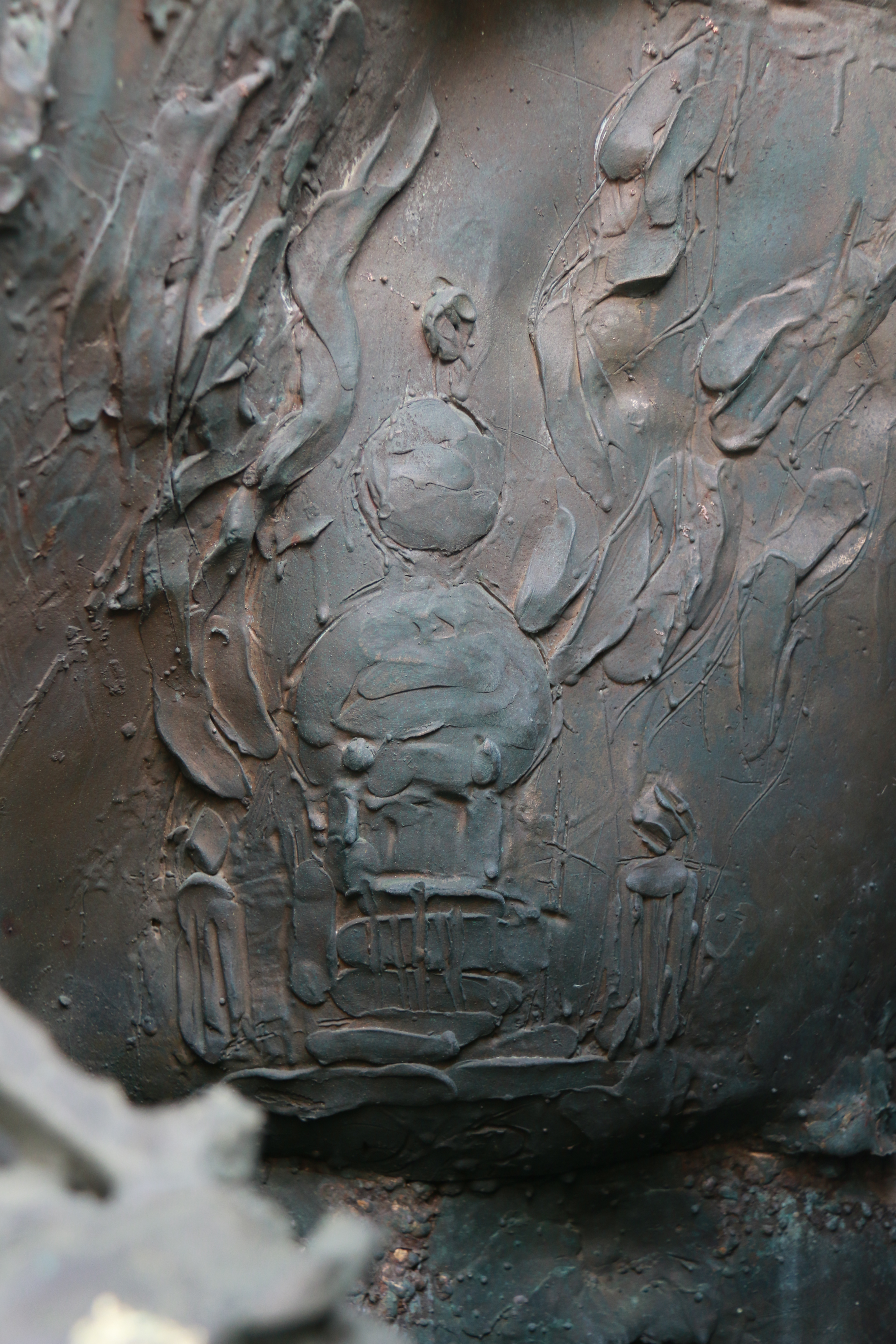
Die brennende Synagoge
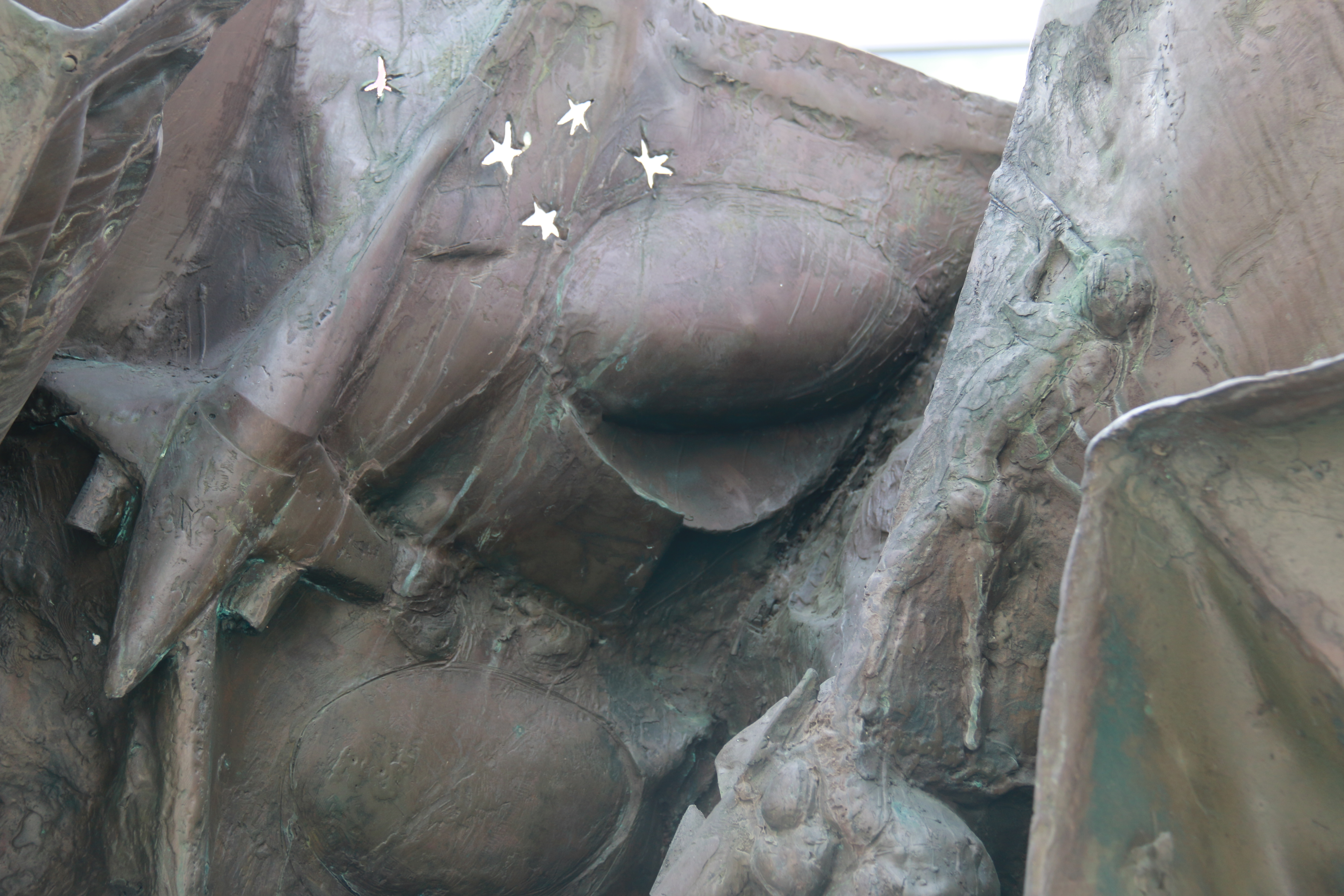
Ein sorgevoller Blick
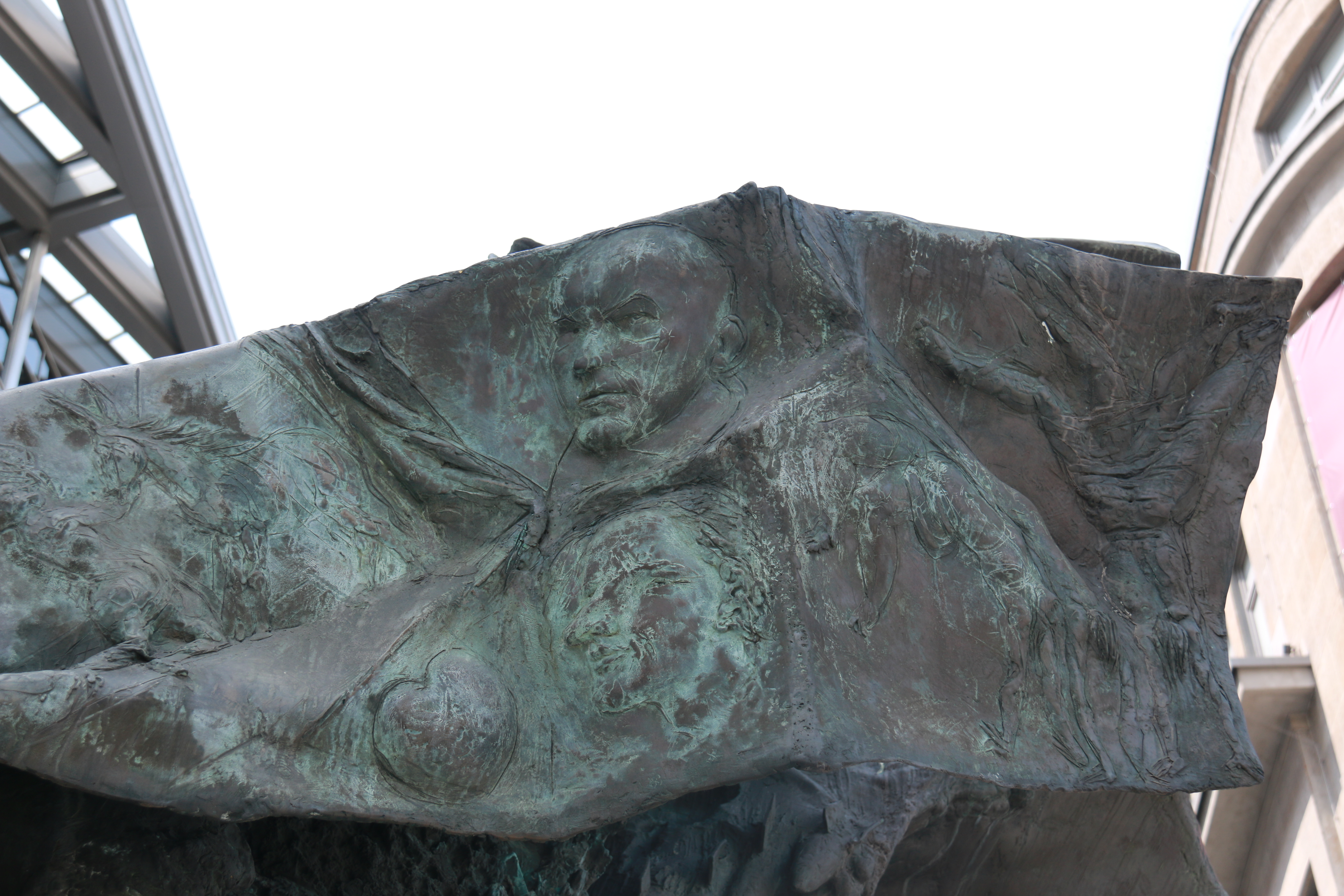
Theater (Schmitt und Haussmann) und Turnen
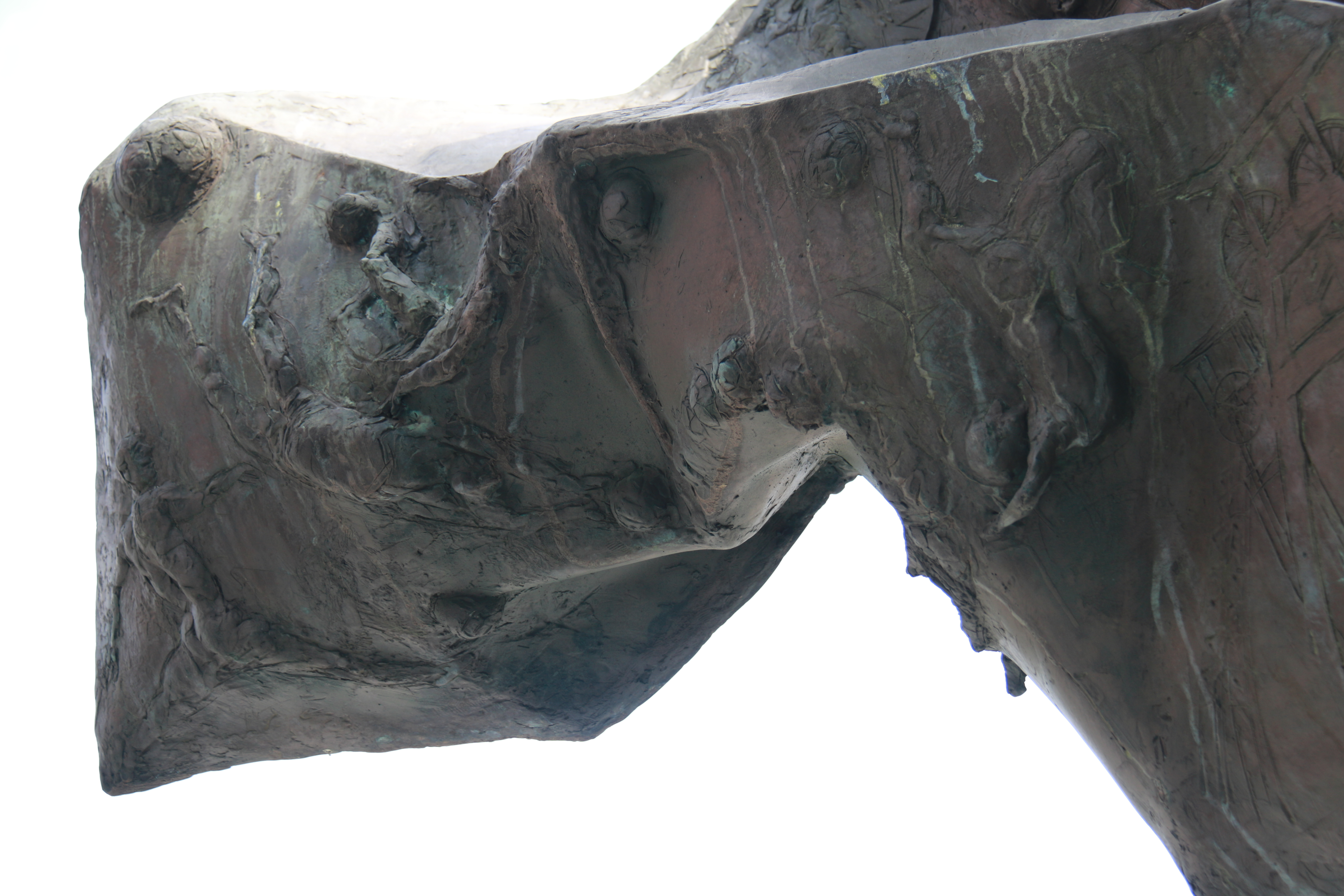
Fußball an der Spitze